# Walter Wüllenweber
Walter Wüllenweber (* 1962 in Eilendorf) ist ein deutscher Journalist und Buchautor.

## Biografie
Wüllenweber machte auf dem Mainzer Willigis-Gymnasium sein Abitur und studierte danach in Heidelberg Politikwissenschaft. Im Anschluss absolvierte er eine Ausbildung an der Henri-Nannen-Journalistenschule. Von 1991 bis 1995 war er Reporter bei der Berliner Zeitung. Seit 1995 ist er Autor des Magazins Stern. 2005 war er kurze Zeit für das Berliner Hauptstadtbüro des Magazins Der Spiegel tätig.
Im Februar 2010 veröffentlichte er im Stern vor dem Hintergrund der Eurokrise einen Beschwerdebrief an Griechenland. 2012 veröffentlichte er Die Asozialen. Wie Ober- und Unterschicht unser Land ruinieren – und wer davon profitiert, was 2014 auch in chinesischer Übersetzung veröffentlicht wurde.
2018 veröffentlichte er das Buch Frohe Botschaft: Es steht nicht gut um die Menschheit – aber besser als jemals zuvor.
Seit 2005 ist Wüllenweber sog. „Policy Fellow“ am Forschungsinstitut zur Zukunft der Arbeit.
Er war Gast in Serien von Markus Lanz, nacht:sicht, Hart aber fair, Anne Will und Nachtcafé.

## Auszeichnungen (Auswahl)
- 2005: Deutscher Sozialpreis[3]
- 2007: „Reporter des Jahres“[4]
- 2007: Nominierung für den Henri Nannen Preis[5]
- 2014:  Nominierung für den Henri Nannen Preis[6]

## Werke
- Frohe Botschaft: Es steht nicht gut um die Menschheit – aber besser als jemals zuvor. DVA, München 2018, ISBN 978-3-421-04822-6.
- Die Asozialen. Deutsche Verlags-Anstalt (DVA). München 2012, ISBN 978-3-421-04571-3.
- Wir Fernsehkinder. Rowohlt Berlin, Berlin 1994, ISBN 978-3-87134-063-5.